# BX Andromedae
BX Andromedae eller HD 13078, är en dubbelstjärna belägen i den mellersta delen av stjärnbilden Andromeda. Den har en genomsnittlig skenbar magnitud av ca 8,98 och kräver ett mindre teleskop för att kunna observeras. Baserat på parallax enligt Gaia Data Release 3 på ca 5,56 mas beräknas den befinna sig på ett avstånd av ca 586 ljusår (ca 180 parsec) från solen. Den rör sig närmare solen med en heliocentrisk radialhastighet av ca -45 km/s. Stjärnan en förmörkande dubbelstjärna med en maximal skenbar magnitud av 8,87. Med en cykel på ca 14,6 timmar sjunker ljusstyrkan till magnituden 9,53 under primärstjärnans och magnituden 9,12 under följeslagarens förmörkelse. Den klassificeras som en Beta Lyrae-variabel.

## Observation
Variabiliteten hos BX Andromedae rapporterades först av A. Soloviev år 1945. Han antog att det var en förmörkande dubbelstjärna, men kunde inte härleda dess period. Stjärnans period mättes först år 1951 av Joseph Ashbrook.

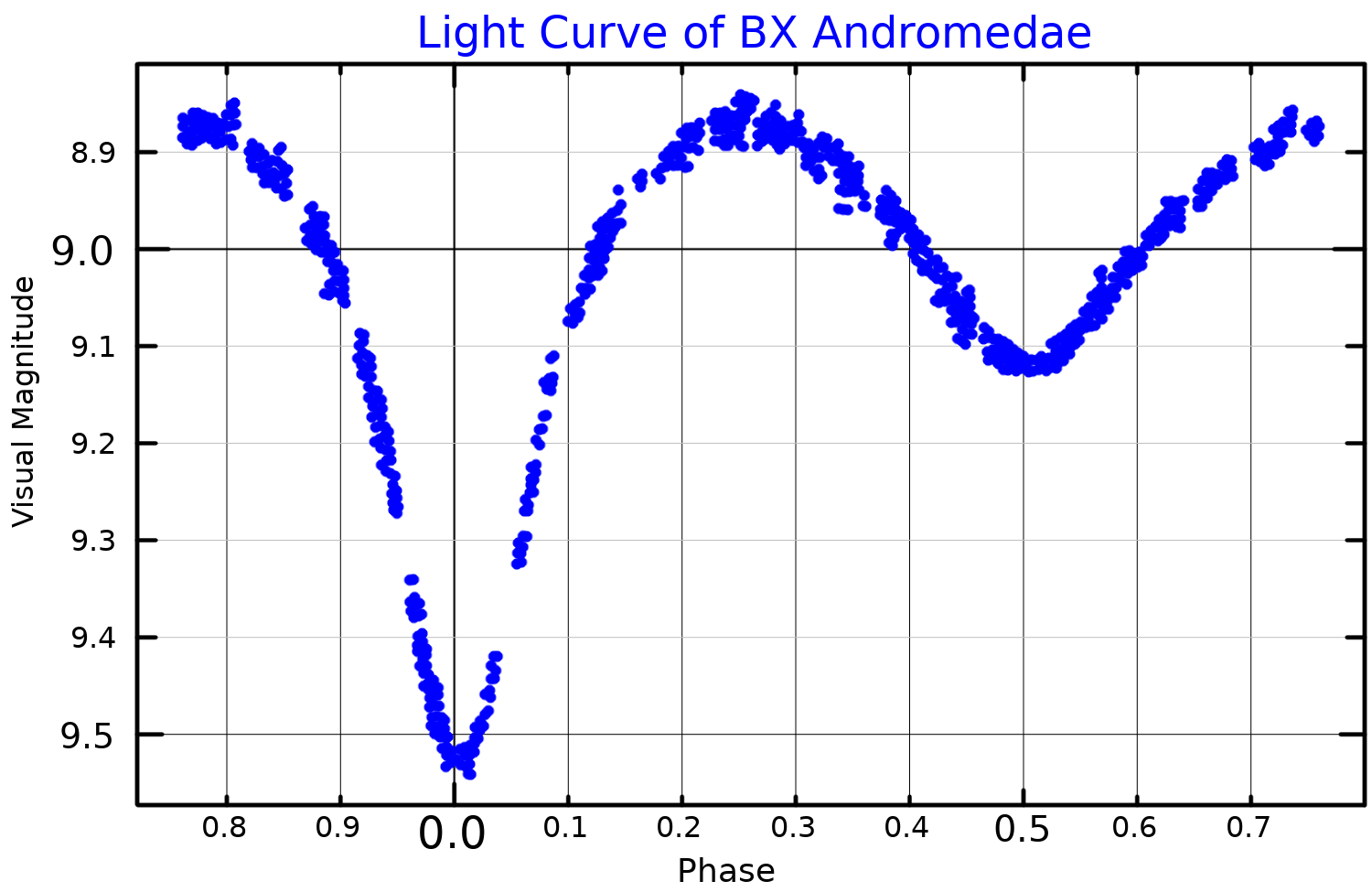
Ljuskurva i visuella bandet för BX Andromedae, anpassad efter Samec et. al.

BX Andromedae, liksom alla Beta Lyrae-variabler, uppvisar ett primärt och ett sekundärt minimum när den mest ljusstarka respektive den mindre ljusstarka komponenten i paret förmörkas av den andra. Ljusstyrkan ändras dock smidigt, så det finns ingen början och sluttid för förmörkelserna.

## Egenskaper
De två stjärnorna i systemet kretsar så nära varandra att de behåller en ellipsoidal form. De två stjärnornas spektrum har ännu (2004) inte separerats, men som helhet har systemet en spektraltyp F2 V. Stjärnornas fysikaliska parametrar (som massa, radie och temperatur) kan härledas från ljuskurvan. 
BX Andromedae kan emellertid vara ett fyrtaligt system, som uppvisar små variationer i omloppstiden som skulle kunna orsakas av ett tredje svagt objekt i systemet med en omloppsperiod av 62 år. Det finns också en visuell följeslagarstjärna TYC 2833-53-1 med magnituden 10,85, separerad med bara 20 bågsekunder, med en gemensam egenrörelse och ett avstånd (mätt med parallax) som är kompatibelt med BX Andromedaes, och har en uppskattad massa på 1,04 solmassa.
Primärstjärnan BX Andromedae A är en gul till vit stjärna och har en massa av ca 2,1 solmassa, en radie av ca 2,0 solradie och utsänder energi från dess fotosfär motsvarande ca 7 gånger solen vid en effektiv temperatur av ca 6 700 K.
Följeslagaren BX Andromedae B är en orange till gul stjärna och har en massa av ca 0,98 solmassa, en radie av ca 1,4 solradie och utsänder energi från dess fotosfär motsvarande ca 0,90 gånger solen vid en effektiv temperatur av ca 4 800 K.